# بیچوا
بیچوا (به لاتین: Bychawa) یک شهر و گمینا در لهستان است که در گمینا بخاوا واقع شده‌است. بیچوا ۶٫۶۹ کیلومتر مربع مساحت و ۴٬۹۷۶ نفر جمعیت دارد.